# 风险厌恶
風險迴避（英語：risk aversion）是一个经济学、金融学和心理学的一个概念，考虑影响预定目标达成的诸多风险因素，结合决策者自身的风险偏好性和风险承受能力，从而做出的中止、放弃或调整、改变某种决策方案风险处理方式。用来解释在不确定状况下消费者和投资者的行为。 风险厌恶是指一个人面對不确定收益的交易时，更傾向于選擇較保险但是也可能具有較低期望報酬的交易。 例如，一个风险厌恶的投资者，会选择将他的钱存在银行以获得较低但确定的利息，而不愿意将钱用于购买股票，承担损失的风险以获得較高的期望收益。與风险厌恶程度相对的有「风险容忍」（risk taker）。
對於其它風險處理方式而言，風險迴避的優點體現在如下兩個方面：
　　第一、風險迴避方式在風險產生之前將其化解於無形。大大降低了風險發生的概率.有效避免了可能遭受的風險損失；
　　第二、節省了企業的資源。減少了不必要的浪費，使得企業得以有的放矢。在市場競爭中有所為有所不為。但風險迴避也存在一定的缺陷.其不足之處在於：首先企業生產經營活動的最終目的是為了獲得價值或利益的最大化.而風險與收益和機會常常相伴而生。迴避風險的同時在很大程度上意味著企業放棄了獲得收益的機會；其次。因為風險無時不在。無處不在，絕對的風險迴避不大可能實現。

## 例子
假如某人可以選擇有風險的賭局（在100元和一无所获之间下注，两种情况各有50%的概率），或者可選擇一個可以確定得到收益的穩定投資。如果他寧可選擇一個低於五十元收益的穩定投資，也不願選擇有風險的賭局（賭局的期望值是五十元），那么他是风险厌恶的；如果有風險的賭注和收益五十元的穩定投資，對他而言, 兩者沒什麼差別，那么他是「风险中性」的；如果他要求高于50元以上的收益才肯放棄下注，那么他是「風險愛好」的。下注的平均收益，即期望值，应该是50元。为放弃下注而要求的确定收益被称为「无风险对等值」，这个值和期望值之差被称作「风险差额」。
风险规避的例子包括：
- 避免在风险业务中失去积蓄，因此选择风险较低的业务。
- 一家公司在恶劣天气下关闭了一个建筑工地，以避免有人受伤的风险。
- 发现使用特定产品是危险的，然后不要制造或销售它。
- 投资顾问向客户推荐股票。 客户阅读了公司最近的财务报告，发现这是一项复杂的业务，风险因素难以理解，因此决定放弃投资。
- 為了避免与财产所有权相关的风险而不购买财产，而是租赁或出租。
- 肥皂制造商停止使用对羟基苯甲酸酯等有害化学物质，并使用更安全的有机替代品来保护他们的工人和消费者，但代价是没有足够的资金来生产新的肥皂。

## 金钱的效用
在效用理论中, 一个消费者有一个效用函数 {\displaystyle U(x)}，其中 {\displaystyle x}表示他拥有的货币或消费品（在上面的例子中，x可以是0或100）。这里，我们不考虑货币的时间价值。当且仅当某人的效用函数是凹函数(concave)时，他才是风险厌恶的。比如，u(0)=0，u(100)=100，u(40)=50，u(50)=60。
对于上例中的赌局（bet），其期望收益为：
{\displaystyle E(u)=(u(0)+u(100))/2.}如果某人的效用值为{\displaystyle u(0)=0},u(40)=50,u(100)=100，那么,它的期望效用则为50，正好等于40的已知效用。因此，the certainty equivalent is 40.
风险溢价为50-40=10，或以比例的形式：（50-40）/40=25%，其中，50是该赌局的期望收益。
风险溢价意味着他最多愿意牺牲10块钱的期望价值，以达到获得多少金钱的保障。换句话说，对于他来说，获得确定的40元，与参与打赌（期望收益为50）是无差别的，而如果确定的收益大于40，他将选择该确定收益。
效用函数有两个关键的性质：单调递增，凹函数（concave）。（1）单调递增说明人们觉得钱越多越好：更多的钱产生更大的效应能够，而对于打赌，人们会选择一阶随机占优（first-order stochastically dominant）的那个。（2）效用函数是凹函数说明他是风险厌恶的：确定的期望收益总是优于有风险的同样数量的期望收益。

## 风险厌恶的测量

### 绝对风险厌恶
{\displaystyle u(c)}的曲率越大，代表其越风险厌恶。然而，因为期望效用函数不只一种定义（定义只取决于仿射变换， affine transformations），需要一种不变的关于这些变换的衡量方法。衡量风险厌恶程度的方法之一是绝对风险厌恶的Arrow-Pratt测量法(Arrow-Pratt measure of absolute risk-aversion, ARA)。这是以经济学家 Kenneth Arrow (1965) 和 John W. Pratt (1964)来命名的，也叫做绝对风险厌恶系数（coefficient of absolute risk aversion），其定义如下：{\displaystyle A(c)=-u''(c)/u'(c).}
下面几种表述都是与此定义相关的：
1.指数效用（exponential utility）, 形式为{\displaystyle u(c)=1-exp(-ac)}，唯一表示恒定绝对风险厌恶（constant absolute risk aversion, CARA）：{\displaystyle A(c)=a}，且独立于{\displaystyle c}。
2.双曲线绝对风险厌恶（hyperbolic absolute risk aversion, HARA）是最普遍的效用函数类别，通常在实际中应用，constant relative risk aversion (CRRA) 因为它们的数学易处理性而被经常使用。
I. 恒定型绝对风险厌恶（Constant Absolute Risk Aversion, CARA）：对于风险的厌恶程度不取决于资产的多少，即使资产增加，对风险的厌恶不变，最高投资数额不变，即 {\displaystyle dA(c)/dc=0}, 则可以称作恒定型绝对风险厌恶。
II. 递减型绝对风险厌恶（Decreasing Absolute Risk Aversion, DARA）:随着资产的增加，对于风险的厌恶程度降低，最高投资数额变大，{\displaystyle dA(c)/dc<0}, 则可以称作递减型绝对风险厌恶。
III. 递增型绝对风险厌恶（Increasing Absolute Risk Aversion, IARA）：随着资产的增加，对于风险的厌恶程度增加，最高投资数额变小，即{\displaystyle dA(c)/dc>0}, 则可以称作递增型绝对风险厌恶。

### 相对风险厌恶
相对风险厌恶（Relative Risk Aversion）：在一项具有风险的投资中，愿意投入的资金占总资产比率的意愿程度。公式定义如下：{\displaystyle R(c)=-{u''(c)\cdot c \over u'(c)}=A(c)\cdot c.}如同绝对风险厌恶，相对风险厌恶也分以下三种情况：

1.恒定型相对风险厌恶（Constant Relative Risk Aversion, CRRA）：投资数额占总资产的比率不随总资产的变化而变化，无论总资产增加或减少，投资数额都占固定的比率（比如10%），如果{\displaystyle dR(c)/dc=0}成立，则可定义为恒定型相对风险厌恶。

2.递减型相对风险厌恶（Decreasing Relative Risk Aversion, DRRA）：投资数额占总资产的比率随总资产的增加而增加,表示对风险的厌恶程度降低，如果{\displaystyle dR(c)/dc<0}成立，则可定义为递减型相对风险厌恶。

3.递增型相对风险厌恶（Increasing Relative Risk Aversion, IRRA）：投资数额占总资产的比率随总资产的增加而减少,表示对风险的厌恶程度增加，如果{\displaystyle dR(c)/dc>0}成立，则可定义为递增型相对风险厌恶。

## 局限性
- 规避风险对于一些风险而言虽然是可能的，但却不可行。
- 采取规避风险措施，虽然可以避免某一些风险，但却可能面临另一些风险。
- 采取规避风险的措施，也就意味着放弃了因这一风险的存在而产生的相关利益，因此采取避免风险措施必然带来利益损失。

## 外部連結
- More thorough introduction
- Prof. Rabin's homepage
- A response (2001) by Ariel Rubinstein （页面存档备份，存于）
- Paper about problems with risk aversion （页面存档备份，存于）
- Economist article on monkey experiments showing behaviours resembling risk aversion （页面存档备份，存于）